# STS-61-H
STS-61-H – anulowana misja promu kosmicznego Columbia. Na początku planowana na przełom czerwca i lipca 1986 roku. Później przełożona na grudzień 1986 roku. Po katastrofie Challengera wykreślona z planu lotów.

## Załoga
- Michael Coats – dowódca
- John Blaha – pilot
- Anna Fisher – specjalista misji
- James Buchli – specjalista misji
- Robert Springer – specjalista misji
- Nigel Wood – specjalista misji
- Pratiwi Sudarmono – specjalista misji